# 1962 en philosophie
Chronologie de la philosophie
- 1958
- 1959
- 1960
- 1961
- 1962
- 1963
- 1964
- 1965
- 1966

L’année 1962 a été marquée, en philosophie, par les événements suivants :

## Publications
- Johan Degenaar : Eksistensie en Gestalte. Johannesburg: Simondium.

- Thomas More :  Lettre à Dorp et La supplication des âmes traduits et présentés par Germain Marc'hadour, Éd. Soleil Levant, Namur, 1962.